# سان بيدرو سالافينيرا
بلدية سانت بيري سالابينيرا (بالكاتالانية: Sant Pere Sallavinera) هي إحدى بلديات مقاطعة برشلونة, والتي تقع في منطقة كاتالونيا، شرق إسبانيا.
يبلغ عدد سكانها 177 نسمة وفقاً لإحصائية سنة (2007).